# Waldir 59

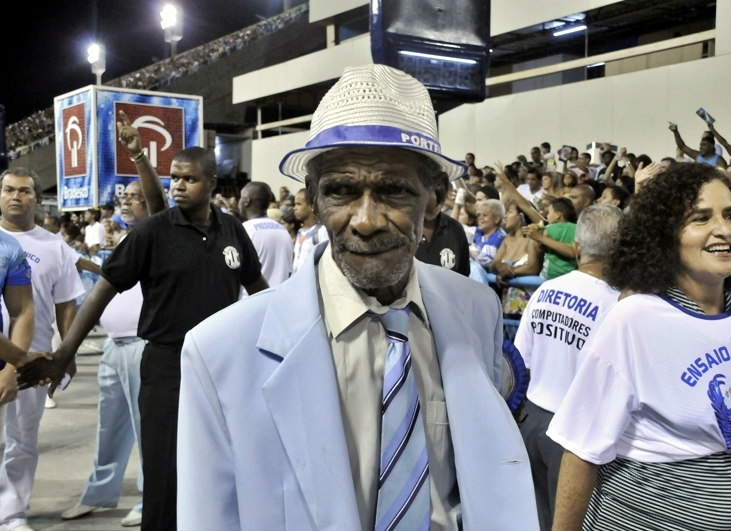
Waldir no ensaio da Portela no Sambódromo em 2010.

Waldir de Souza, mais conhecido como Waldir 59 (Rio de Janeiro, 3 de março de 1927 — Rio de Janeiro, 25 de novembro de 2015), foi um cantor e compositor brasileiro.

## Biografia
Waldir 59, que ganhou este apelido por ter morado numa casa com este número, foi diretor de harmonia e integrante da ala dos compositores da Portela desde a década de 1950, e da Velha Guarda dessa agremiação desde sua fundação, em 1970.
O sambista venceu os concursos para samba-enredo da Portela nos carnavais de 1955, 1956, 1957, 1959 e 1965. Ele foi o principal responsável por integrar Paulinho da Viola e Clara Nunes à escola de samba.
Participou do filme Orfeu do Carnaval, além do documentário O Passo de Madureira (2008/2009).
Segundo uma das filhas de Waldir, Rosenir, o pai morreu devido a uma parada cardiorrespiratória.

## Composições

### Disputas de sambas de enredo
| Ano  | Agremiação | Título                                                | Resultado |
| ---- | ---------- | ----------------------------------------------------- | --------- |
| 1954 | Portela    | "São Paulo quatrocentão"                              | Venceu    |
| 1955 | Portela    | "Uma festa junina no mês de fevereiro"                | Venceu    |
| 1956 | Portela    | "Riquezas do Brasil ou Gigante pela própria natureza" | Venceu    |
| 1957 | Portela    | "Legados de D. João VI"                               | Venceu    |
| 1959 | Portela    | "Brasil, pantheon de glórias"                         | Venceu    |
| 1965 | Portela    | "Histórias e tradições do Rio quatrocentão"           | Venceu    |

## Premiações
- Estandarte de Ouro

1. 1991 - Personalidade do Ano [3]